# Производство на машини и оборудване
Машиностроене пренасочва насам.  За инженерната наука вижте Машинно инженерство.
Производството на машини и оборудване е един от 34-те подотрасъла на преработващата промишленост в Статистическата класификация на икономическите дейности за Европейската общност.
Секторът обхваща производството на широк кръг стационарни, подвижни или самоходни механични устройства, които извършват различни действия върху материалите – преместване, механични или термични въздействия, измерване, пакетиране и много други. Производството на машини и оборудване е един от най-рано възникналите отрасли на преработващата промишленост, като с нейното развитие от него се обособяват няколко големи специализирани отрасъла – производство на електрически съоръжения, автомобилна промишленост, производство на превозни средства, без автомобили.
В България към 2017 година секторът произвежда продукция за 3,3 милиарда лева, а броят на заетите е около 34 хиляди, като най-големите предприятия са „Ханон Системс Пловдив“ (Пловдив), „Датекс“ (София), „СКФ Берингс България“ (с основно производство в Сопот, Карловско), „Палфингер Продукционстехник България“ (Червен бряг) и „М+С Хидравлик“ (Казанлък).